# La batalla (Star Trek: La nova generació)
"La batalla" (títol original en anglès "The Battle") és el novè episodi de la primera temporada de la sèrie de televisió de ciència-ficció estatunidenca Star Trek: La nova generació, es va emetre originalment el 16 de novembre de 1987, en redifusió als Estats Units. L'episodi va ser escrit per Herbert Wright, basat en una història de Larry Forrester, i dirigit per Rob Bowman.
Ambientada al segle XXIV, la sèrie segueix les aventures de la tripulació de la nau de la Flota Estel·lar de la Federació Enterprise-D. En aquest episodi, el capità Jean-Luc Picard (Patrick Stewart) rep la seva antiga nau, la Stargazer, com a regal pel ferengi DaiMon Bok (Frank Corsentino) que té la intenció d'utilitzar-lo per venjar-se del capità de l' Enterprise.
La Stargazer havia d'estar representada originalment pel model Enterprise de l'era cinematogràfica, però els productors estaven convençuts d'utilitzar un disseny que havia aparegut en un model a la sala preparada de Picard al pilot de la sèrie. Bowman va utilitzar diverses tècniques de càmera i composició per filmar les escenes a bord del pont de l' Stargazer, que també era un conjunt de ponts Enterprise revestits de l'època cinematogràfica (que també havia estat revestit per servir com a "pont de batalla" Enterprise-D a l'episodi pilot).

## Argument
L'Enterprise es troba amb un vaixell ferengi el capità del qual, DaiMon Bok, demana una reunió amb el capità Picard. Picard pateix mals de cap persistents, la causa dels quals la Dra. Beverly Crusher (Gates McFadden) no pot determinar-los. Mentrestant, una segona nau s'acosta i s'identifica com una nau estel·lar de classe Constellation de la Federació.
Bok es transporta fins al pont de l' Enterprise, i anuncia que la nau acabada d'arribar és un regal per a "l'heroi de Maxia". Data (Brent Spiner) recorda a Picard que nou anys abans a Maxia va ser atacat per un agressor no identificat que va destruir. Bok revela que la nau en qüestió era ferengi. El regal d'en Bok s'identifica com el Stargazer, l'antic comandament de Picard, que Bok va trobar com a abandonada. Picard explica que a Maxia, la tripulació es va veure obligada a abandonar la nau, tot i guanyar la batalla per una acció que es coneixeria com la "maniobra de Picard", un curt salt de curvatura que va provocar que els sensors de velocitat de la llum de la nau enemiga limitaven detectessin la Stargazer en dos llocs alhora.
Picard i un equip visitant s'embarcan a l' Stargazer, i ell ordena que un cofre de les seves pertinences s'enviï a l' Enterprise. Amagat al pit hi ha un orbe, aparentment sota el control de Bok, que sotmet a Picard a una onada de dolor. La Dra. Crusher li ordena que torni a l' Enterprise. Data troba una entrada als registres del Stargazer que indica que els Ferengi van ser atacats sota una bandera de treva, però ell i La Forge determinen que aquesta entrada era falsa. Wesley detecta senyals inusuals de la nau ferengi, i l'ordinador Enterprise informa a William Riker (Jonathan Frakes) que Picard ha tornat a l' Stargazer.
Picard troba en Bok esperant-lo amb un altre orbe. En Bok explica que el seu fill estava al comandament del vaixell ferengi a Maxia, i que en Bok s'està venjant. Posa l'orbe i deixa en Picard al pont Stargazer. L'orbe s'il·lumina, i Picard de sobte creu que es troba una vegada més a la batalla de Maxia, i que l' Enterprise és l'atacant. A l' Enterprise, la tinent Tasha Yar (Denise Crosby) i el tinent Worf (Michael Dorn) descobreixen l'orbe portat des del Stargazer al pit de Picard. Se'l porten a Riker mentre l' Stargazer augmenta els seus sistemes d'armes. Riker saluda el vaixell ferengi i parla amb Kazago, el primer oficial del vaixell, que revela que l'orbe és un dispositiu prohibit i es compromet a investigar.
Posteriorment, Riker aclama l' Stargazer, però Picard continua creient que està sent atacat per l' Enterprise. Riker demana a Data que elabori una contramesura a la maniobra de Picard. Quan Picard agafa l' Stargazer per saltar a curvatura, Data utilitza el raig tractor de l'Enterprise per agafar l' Stargazer i limitar el seu camp de foc. Riker li explica a Picard sobre l'orbe; Picard sembla entendre i el destrueix amb el seu faser. Al cap d'uns instants, Picard saluda l' Enterprise i demana un transport. Kazago saluda a Riker per informar-li que Bok ha estat rellevat del comandament "per participar en aquesta empresa poc rendible".

## Repartiment i doblatge al català
La sèrie va ser doblada al català pels estudis Tramontana (primera part) i Soundtrack (segona part) i emesa a TV3 l’any 1991. Els dobladors de l'episodi foren:
| Personatge      | Actor/actriu     | Veu en català   |
| --------------- | ---------------- | --------------- |
| Jean-Luc Picard | Patrick Stewart  | Joan Crosas     |
| William Riker   | Jonathan Frakes  | Antoni Forteza  |
| Data            | Brent Spinner    | Joaquim Sota    |
| Geordi La Forge | LeVar Burton     | Aleix Estadella |
| Worf            | Michael Dorn     | Enric Arquimbau |
| Beverly Crusher | Gates McFadden   | Pilar Rubiella  |
| Deanna Troi     | Marina Sirtis    | Alicia Laorden  |
| Tasha Yar       | Denise Crosby    | Teresa Manresa  |
| Wesley Crusher  | Will Wheaton     | Roger Pera      |
| DaiMon Bok      | Frank Corsentino | Joan Pera       |
| Kazago          | Doug Warhit      | Manel Català    |

## Producció
"La batalla" va marcar la segona aparició dels ferengi, però el productor executiu Rick Berman va pensar que encara no eren un gran adversari decent. El guió de Larry Forester, el seu segon a La nova generació, originalment presentava diverses escenes a bord del vaixell ferengi per donar més llum a la seva cultura, però finalment es van tallar totes abans del rodatge. Bok tornaria a l'episodi de la setena temporada "Línies de sang", tot i que el paper seria interpretat per Lee Arenberg en comptes de Frank Corsentino.
Rob Bowman va utilitzar un parell de tècniques de càmera específiques per a les escenes a bord del Stargazer durant les al·lucinacions de Picard. Es va utilitzar una steadicam adjunta a un càmera per mostrar una lleugera inestabilitat, i cadascun dels membres de la tripulació del Stargazer va ser filmat individualment al pont sobre un fons de fum abans de ser superposats junts. Va explicar: "Ens vam quedar a fosques en moltes escenes i vam fer diferents angles i coses que l'espectacle encara no havia fet. Per a mi, va ser un veritable tram creatiu i em va semblar molt bé per a l'espectacle." El pont en si va ser un revestiment del pont Enterprise de l'època cinematogràfica. El terme "maniobra de Picard" es va utilitzar més tard fora de la pantalla per referir-se informalment a l'hàbit de Patrick Stewart d'estirar la camisa de l'uniforme, i la mateixa batalla de Maxia es va descriure al primer capítol del novel·la anterior a TNG The Buried Age.
La nau de classe Constellation apareix per primera vegada a "Trobada a Farpoint" com a model d'escriptori a la sala preparada de Picard. Rick Sternbach va construir el model mitjançant kits de models a escala d'Ertl de l' Enterprise de la pel·lícula, utilitzant peces d'altres models com el VF-1 Valkyrie per afegir detalls. Greg Jein va utilitzar els dissenys de Sternbach i Andrew Probert per crear el rodatge d'un model de quatre peus de l'USS Stargazer per a "La batalla". En el guió original, el Stargazer havia de ser un revestiment del model Enterprise de classe Constitution que va aparèixer per primera vegada a Star Trek: La pel·lícula; Probert i Sternbach van persuadir els productors de no reutilitzar el model Enterprise de la pel·lícula, i es va escollir l'etiqueta de la classe "Constellation" perquè pogués coincidir amb el moviment dels llavis de LeVar Burton per redoblar el diàleg.
Aquest episodi destaca per incloure seqüències d'efectes especials amb una nau estel·lar classe Constellation a l'espai exterior. Aquest disseny es torna a utilitzar a l'episodi de la segona temporada "Màxim rendiment" (episodi 21).

## Recepció

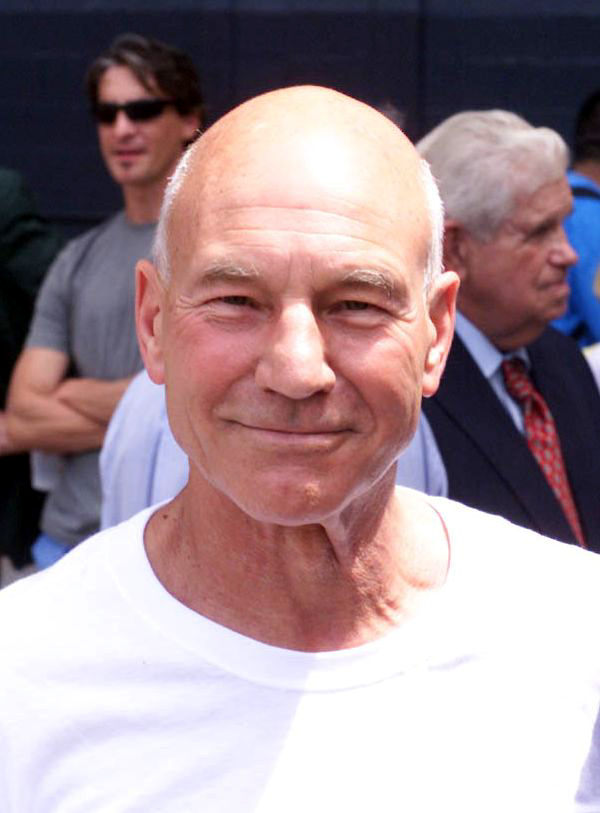
Els crítics i la tripulació de La nova generació van elogiar l'actuació de Patrick Stewart a "La batalla"

"La batalla" es va emetre en redifusió durant la setmana que va començar el 15 de novembre de 1987. Va rebre una puntuació de Nielsen de 10,5, que reflecteix el percentatge de totes les llars que miraven l'episodi durant la seva franja horària. Aquesta puntuació va ser inferior a la rebuda pels episodis emesos tant abans com després. El guionista Maurice Hurley va dir més tard que l'episodi va ser "bastant bo" a causa de l'actuació de Patrick Stewart un adversari absolut.
Diversos crítics van tornar a veure l'episodi després del final de la sèrie. Zack Handlen va revisar l'episodi per The A.V. Club l'abril de 2010. Va pensar que els Ferengi eren un oponent d' "una nota" per a la tripulació, però que en aquest episodi no eren tan dolents com a "L'últim destacament". Va pensar que la trama va fer que la tripulació semblés una mica ximple, dient: "Digues-ho així: si algú es presenta a la teva porta i diu: "Eh, volem donar-te aquesta arma que vas fer servir per assassinar fa anys un grup de nois que coneixíem, "no seria una mica sospitós?" Va donar a l'episodi una nota general de C+. James Hunt va revisar l'episodi per al lloc web "Den of Geek" el novembre de 2012 i va dir que era el millor episodi de la sèrie fins a aquest moment. Va pensar que petits tocs com ara el Stargazer que utilitzava l'efecte de l'era de la pel·lícula per a la conducció de curvatura era un toc bonic, ja que estava pensat per ser una nau més antiga que l 'Enterprise, però també va assenyalar que "també significa que la maniobra de Picard està completament invalidada, perquè literalment veus que la nau es mou del punt A al B abans que l'original desaparegui". Va sentir que el conflicte entre Picard i Bok estava ben realitzat i que la caracterització va ser bona.
Keith DeCandido va tornar a veure l'episodi per a Tor.com el juny de 2012, dient que era un episodi sòlid i que Patrick Stewart va fer "una feina estel·lar, modulant de dolorós a confós i nostàlgic, de frustrat a boig, tot de manera força convincent." Va dir que l'inconvenient de l'episodi va ser que Troi i Wesley Crusher no eren ben utilitzats, mentre que la revelació de l'orb tan al començament de l'episodi va impedir que no s'acumulés cap suspens. Va dir que l'episodi va funcionar perquè es concentrava en Picard, i li va donar una puntuació de sis sobre deu. Jamahl Epsicokhan al seu lloc web. "Jammer's Reviews" va donar a l'episodi dos i mig de quatre, dient que era lent però que la història tenia un "component psicològic que de vegades és efectiu". El membre del repartiment Wil Wheaton va veure "La batalla" per a AOL TV el febrer de 2007. Va sentir que la trama tenia temes similars a Star Trek 2: La còlera del Khan, en què un pare va buscar venjança després de la mort del seu fill. Va pensar que l'escriptura era feble en general, i que l'episodi funcionava exclusivament per l'habilitat de Patrick Stewart com a capità Picard.
El 2020, Primetimer va classificar aquest un dels deu episodis principals del personatge Jean-Luc Picard.

## Estrena en mitjans domèstics
El primer llançament de mitjans domèstics de "La batalla" va ser en videocasset VHS va ser l'1 de juliol de 1992, als Estats Units i al Canadà. L'episodi es va incloure més tard a la caixa del DVD de la primera temporada de Star Trek: La nova generació', llançada el març de 2002 i es va publicar com a part de la primera temporada en Blu-ray el 24 de juliol de 2012.